# Сичинава, Георгий Владимирович
Гео́ргий Влади́мирович Сичина́ва (груз. გიორგი ვლადიმერის ძე სიჭინავა; 15 сентября 1944 (по другой версии — 1942 года), Гагры, Абхазская АССР, Грузинская ССР, СССР) — советский футболист, полузащитник, мастер спорта СССР международного класса (11.08.1966).

## Биография
Родился в Гаграх и рос там с родителями и старшей сестрой Нелли. В детстве занимался фехтованием и футболом. В фехтовании стал чемпионом Грузии среди юношей и в 1959 году в составе сборной Грузии выступил на Спартакиаде народов СССР в Москве. Там получил дисквалификацию, после чего полностью переключился на футбол.
В 1960 году приглашён в тбилисское «Динамо» главным тренером Андро Жордания. Игрок «Динамо» Тбилиси (1960—1969). В 1962 году стал бронзовым призёром чемпионата СССР, в 1964 году — чемпионом СССР. В 1964 году занял 2-е место в списке «33 лучших футболистов СССР» в категории «правый полузащитник», в 1961, 1962 и 1966 годах входил в список под № 3. Является обладателем уникального достижения: к 21 году сыграл за «Динамо» Тбилиси 118 раз — рекорд советского футбола.
В конце 1964 года Николай Петрович Морозов пригласил в сборную СССР. За сборную провёл 8 матчей (1964—1966). Участник VIII чемпионата мира по футболу 1966 года в Англии (четвёртое место). Играл в 1965 году в Москве против сборной Бразилии (0:3).
Был известен хулиганскими выходками, неспортивным поведением, нарушением спортивной дисциплины. Был семь раз дисквалифицирован.
В марте 1965 года в товарищеском матче сборной СССР против сборной Югославии во время углового умышленно ударил в живот Драгослава Шекулараца.
В 1965 году в Баку на матче чемпионата СССР «Динамо» Тбилиси — «Нефтяник» за несколько минут до окончания матча Сичинава поставил ногу Эдуарду Маркарову, тот упал. Судья матча решил удалить футболиста. Не согласный с ним Сичинава схватил судью за живот. После этого, игрока вызвали к министру внутренних дел Грузинской ССР Эдуарду Шеварднадзе. Тот, в качестве наказания, на три недели ареста направил служить Сичинаву в 8‑й милицейский полк в Тбилиси. Через несколько дней он сбежал оттуда. Футболиста простили, и через некоторое время он вновь начал играть, хотя имел условную дисквалификацию.
В 1969 году был обвинён в изнасиловании. По словам Сичинавы, потерпевшая на суде призналась, что ничего не было, а судья сказал, что обвинительного приговора требует лично Шеварнадзе. Игроку присудили четыре года. Вначале находился в колонии-поселении в селе Сида Гальского района, играл там в футбол с заключёнными. Затем перевели в тюрьму в Армавир, позже — в Ростов-на-Дону, затем — в тюрьму в Тбилиси. Потом освободили «за примерное поведение». В тюрьме отсидел семь месяцев (по другой версии — больше года).
После этого начал играть за «Металлург» Рустави во второй лиге чемпионата СССР. Потом Сичинаву пригласил Константин Иванович Бесков, и он несколько недель тренировался в московском «Динамо», но из-за дисквалификации играть в высшей лиге СССР ему не разрешили. В 1972 ушёл из футбола в возрасте 28 лет.
До грузино-абхазского конфликта в Гаграх возглавлял школу юных футболистов.